# Osphya bipunctata

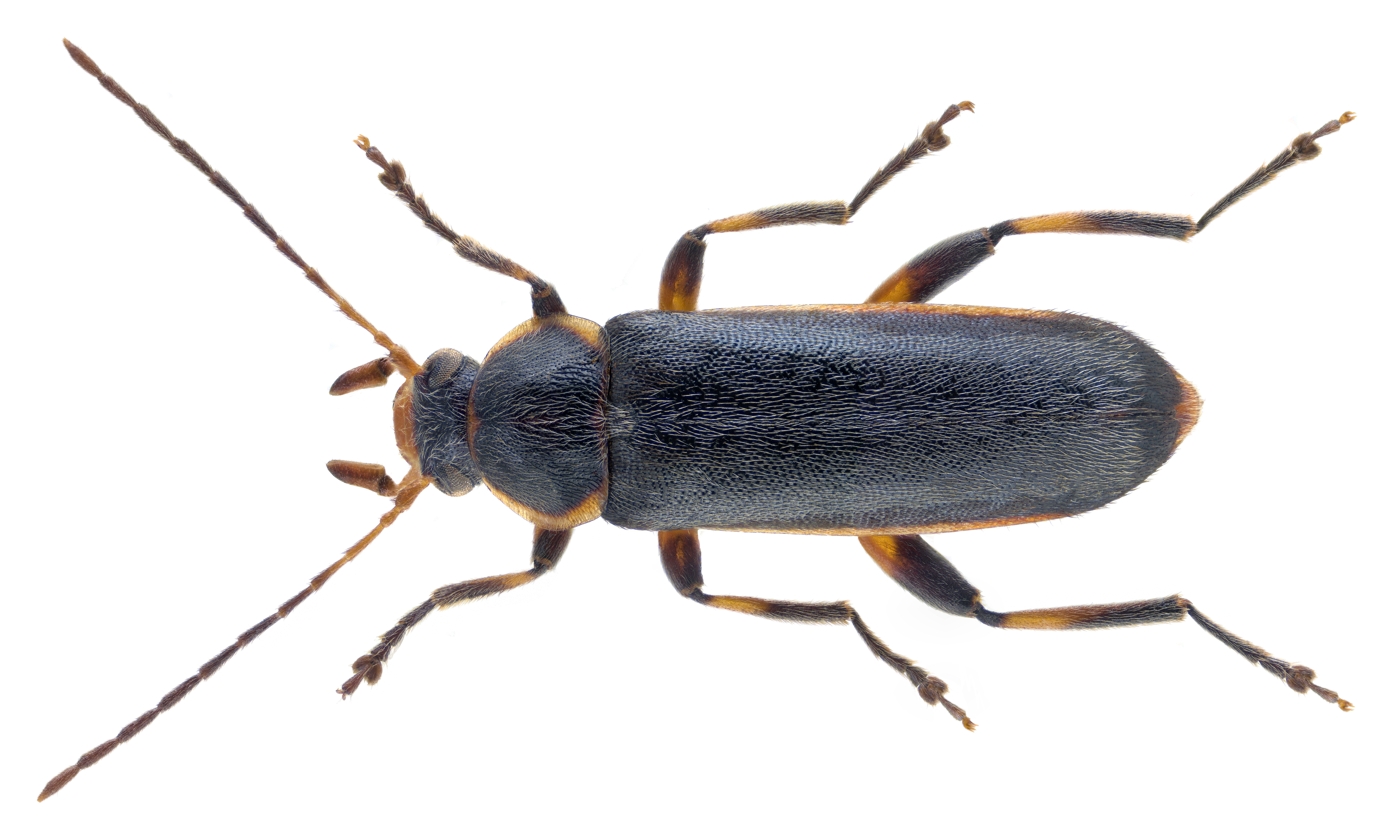
Männchen

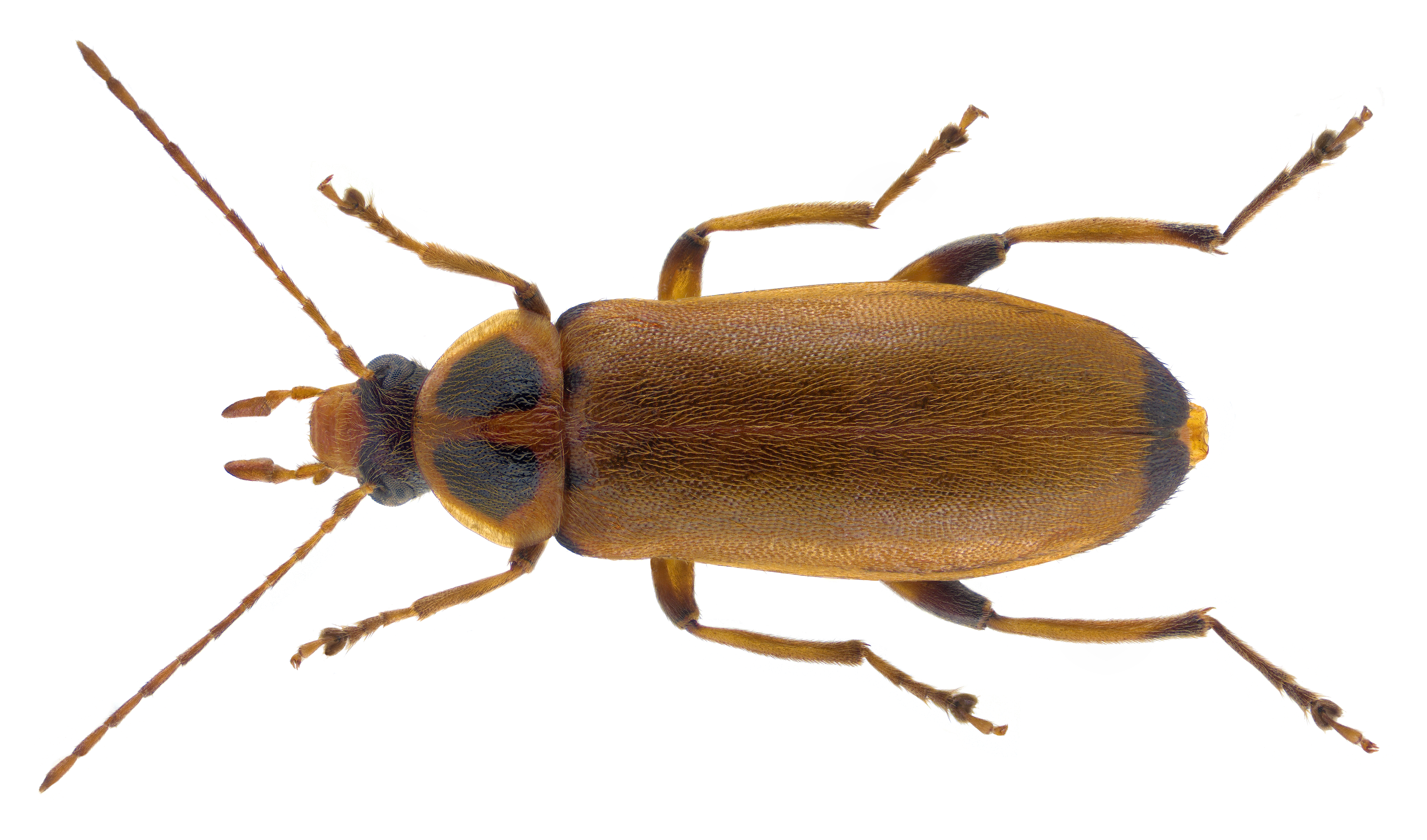
Weibchen

Osphya bipunctata ist ein Käfer aus der Familie der Düsterkäfer (Melandryidae).

## Merkmale
Die Käfer besitzen eine variable Größe (5–11 mm) sowie eine variable Färbung.
Diese reicht von einfarbig gelb bis schwarz. Der Rand oder die Naht können gelb sein. Die Männchen sind generell schlanker als die Weibchen. Es gibt männliche Exemplare mit kugelig verdickten hinteren Schenkeln (Femora). Außerdem weisen die hinteren Schienen (Tibien) bei manchen Männchen am Ende einen großen, gekrümmten Zahn auf. Die Hinterschenkel der Weibchen sind immer schlank.

## Verbreitung
Osphya bipunctata ist in der westlichen Paläarktis heimisch. Die Art ist in weiten Teilen Europas vertreten. Ihr Verbreitungsschwerpunkt liegt in Südost-Europa. Das Vorkommen der Art reicht vom Süden Englands und der Iberischen Halbinsel im Westen bis zum Kaspischen Meer im Osten. In Mitteleuropa ist die Art wenig häufig, nach Norden hin noch seltener.

## Lebensweise
Man beobachtet die Käfer zwischen Anfang April und Ende Juni. Die Käferart bevorzugt als Lebensraum lichte Laubwälder sowie sonnenexponierte Waldränder und Hecken. Man findet die Käfer insbesondere auf blühenden Weißdornen (Crataegus), aber auch auf Hartriegel (Cornus), Schneeball (Viburnum) und Gewöhnlicher Traubenkirsche (Prunus padus).